# NQueens@home
NQueens@home是一个基于BOINC计算平台的分布式计算项目，目标是试图解决国际象棋中的N皇后问题。